# Loryn Locklin
Loryn Locklin (født 1965) er en amerikansk skuespillerinde. Hun har optrådt i film Taking Care of Business, Fangeborgen og Denial blandt andre film. Hun har også medvirket i et par tv-shows, såsom Frasier, JAG og Home Improvement.